# Unterseeboot 189
L'Unterseeboot 189 (ou U-189) est un sous-marin allemand (U-Boot) de type IX.C/40 utilisé par la Kriegsmarine pendant la Seconde Guerre mondiale.

## Historique
Mis en service le 15 août 1942, l'Unterseeboot 189 reçoit sa formation à Stettin en Poméranie (État libre de Prusse) au sein de la 4. Unterseebootsflottille jusqu'au 1er avril 1943, il est affecté dans une formation de combat à Lorient en France dans la 2. Unterseebootsflottille, port qu'il n'atteindra jamais.
Il quitte le port de Kiel pour sa première patrouille le 3 avril 1943 sous les ordres du Korvettenkapitän Hellmut Kurrer. Après 21 jours en mer, l'U-189 est coulé le 23 avril 1943 à l'est du Cap Farvel au Groenland à la position géographique de 59° 50′ N, 34° 43′ O par des charges de profondeur lancées d'un avion Consolidated B-24 Liberator de la Royal Air Force du Squadron. 120/V.

Les 54 membres de l'équipage meurent dans cette attaque.

## Affectations successives
- 4. Unterseebootsflottille du 15 août 1942 au 1er avril 1943 (entrainement)
- 2. Unterseebootsflottille du 1er avril au 23 avril 1943 (service actif)

## Commandement
- Korvettenkapitän Hellmut Kurrer du 15 août 1942 au 23 avril 1943

## Patrouilles
|       | Commandant             | Départ       | Départ | Arrivée       | Arrivée | Jours    | Succès |
| ----- | ---------------------- | ------------ | ------ | ------------- | ------- | -------- | ------ |
| 1     | KrvKpt. Hellmut Kurrer | 3 avril 1943 | Kiel   | 23 avril 1943 | Coulé   | 21 jours |        |
| Total | Total                  | Total        | Total  | Total         | Total   | 21 jours | 0 t    |

Note : KrvKpt. = Korvettenkapitän

### Opérations Wolfpack
L'U-189 a opéré avec les Wolfpacks (meute de loups) durant sa carrière opérationnelle :
1. Meise (21 avril 1943 - 23 avril 1943)

## Navires coulés
L'Unterseeboot 189 n'a ni coulé ou endommagé de navire au cours de l'unique patrouille (21 jours en mer) qu'il effectua.